# 馬見丘陵公園
馬見丘陵公園（うまみきゅうりょうこうえん）は、奈良県北葛城郡広陵町から河合町にかけて広がる馬見丘陵内にある奈良県営の都市公園。

## 概要
馬見丘陵に存在する馬見古墳群の保全と活用をするために、奈良県土木部が1984年（昭和59年）に奈良公園に次ぐ県内2番目の広域公園として事業に着手した。計画面積65.3ha（ため池・古墳を除くと56.2ha）の内、2008年（平成20年）3月末の時点で、47.1haまで事業が進んでいた。2012年（平成14年）6月、中央エリア及び南エリアの一部を開園し、全面開園した。
園内は、緑道エリア・北エリア・中央エリア・南エリアと大きく4つに分かれており、北エリアと中央エリアは離れているが連絡道があり、行き来する事が出来る。
馬見古墳群内に位置する公園のため、園内に多数の古墳が存在する。
入園は無料であり、付属の駐車場も無料である。しかし、駐車場は年間を通して8時開場、閉場は通常期18時、6月〜8月は19時、11月〜2月は17時となっている。駐車可能台数は臨時を含めると822台だが、休日は近隣住民やハイキングなどで賑わうため満車となる事もしばしある。

## 公園内施設

### なごみの道 (緑道エリア)
- 緑道北口（入口）

近鉄田原本線池部駅に隣接する。
- 緑道エリア園路
- 眺めの丘
- 豆山橋
- 山坊1号橋
- ヤマモモ広場
- 山坊2号橋
- 山坊3号橋
- 三の谷橋
- 大野沢橋
- ムラサキシキブ広場
- 花笑み橋

北エリアへの接続路。

### 北エリア
県道14号線がエリア中央を貫く形で走っている。
中央エリアや南エリアと違い大芝生広場や木製遊具、砂場など子ども連れの親子が楽しめるエリアとなっている。
- 北口（入口）

北エリアの中央に位置しており、トイレ、喫煙所などがある。
- 池上古墳
- 前池
- 大型遊具
- 徒渉池（としょうち） - 噴水
- 砂場
- 西口
- 大型テント - イベントの時には音楽ステージも開かれる。
- 集いの丘（大芝生広場）
- 馬見花苑 - 四季折々の花々に彩られた5,000㎡の大花壇。
- 花見茶屋
- カフェレストラン
- 彩の広場（ダリア園） - 夏にはヒマワリ、秋にはダリアやコスモスが咲き誇る。

### 中央エリア
馬見丘陵公園の核となるエリア。

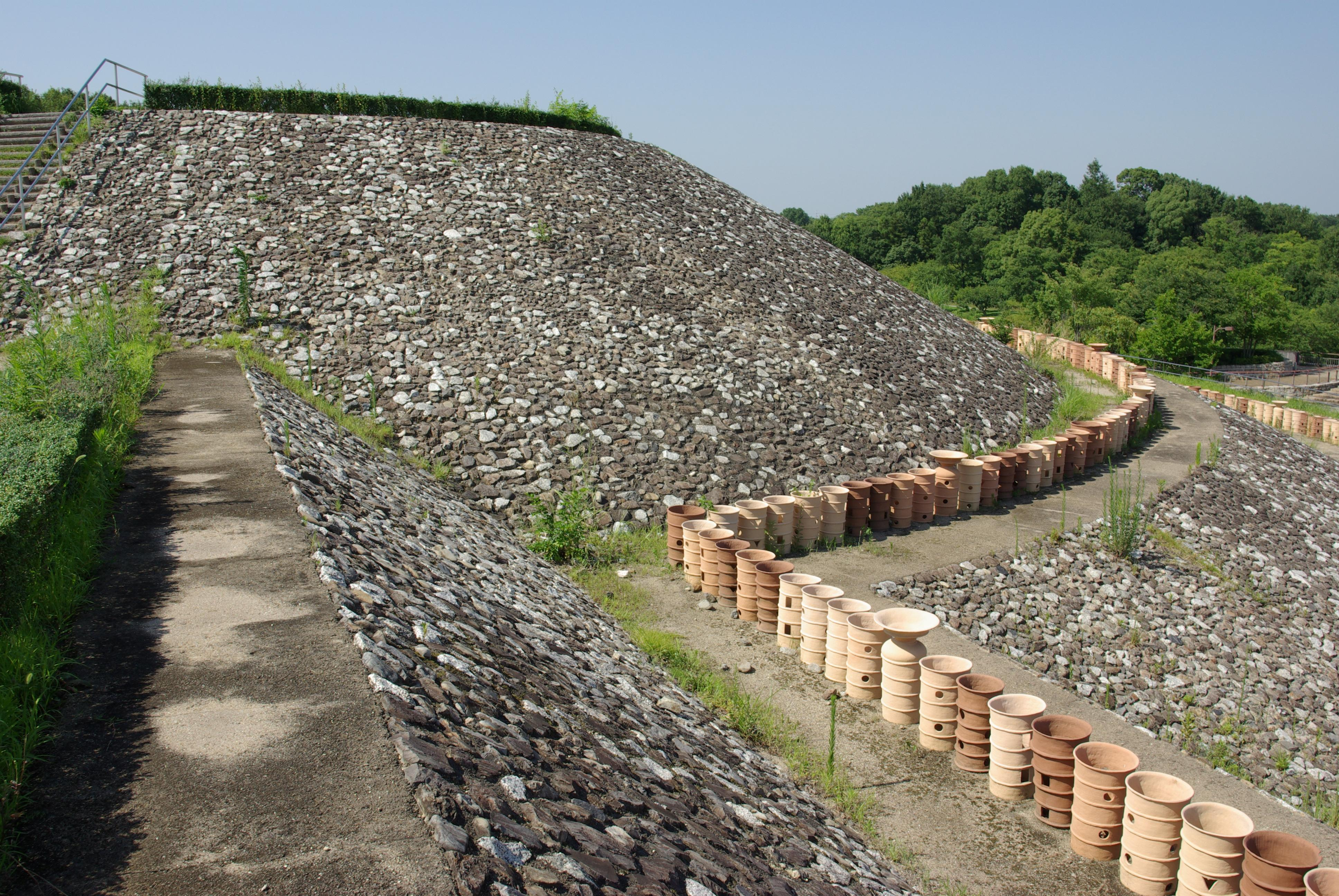
復元されたナガレ山古墳のくびれ部。前方部から見る。

史跡であるナガレ山古墳や乙女山古墳とともに、バラ園、菖蒲園、あじさい園や睡蓮池など四季折々の花が楽しめる造りになっている。
また、エリアの中央駐車場内にはバス停があり近鉄大阪線五位堂駅より路線バスが運行されている（平日約30分間隔、休日日中60分間隔）。
- 公園館

2階建てで、1階部分では公園内の古墳や、自然を映像でわかりやすく紹介している。2階部分は展望台となっている。
開館は9時〜17時までで、休館日は月曜日（祝日の場合は翌日以降の平日）
- 中央口（入口）
- ススキの丘
- 花の道
- バラ園
- ハナモモの丘
- 下池
- 上池
- 菖蒲園
- けやきの広場
- 古墳の丘
- どんぐり広場
- 芝生の丘
- 流れのある坂道
- 睡蓮の池
- だんだん広場
- あじさい園
- あじさいの小径
- 柿の木広場
- 水分広場
- 結びの広場

皇太子徳仁親王夫妻の成婚を記念して造成。広場からは下池、上池そしてその向こうに奈良盆地が一望できる。
- 陽だまり広場
- 水鳥と花の広場
- 未来の広場
- 梅林
- カリヨンの丘
- 史跡ナガレ山古墳
- 乙女山古墳
- 別所下古墳
- 倉塚古墳
- 一本松古墳
- 東口（入口）
- 中央南口（入口）

### 南エリア
公園の最南端に位置するエリア。中央エリアとの間には町道が走っているが、スロープ付きの歩道橋（墳観橋）で接続されており問題なく行き来できる。
その他にも狐塚橋、タダオシ橋の2本で中央エリアと繋がっています。
また、このエリアの南部で巣山古墳と、西部で広陵町立竹取公園と隣接している。なお竹取公園との間には町道が走るが、スロープ付きの歩道橋で接続されており行き来が可能（竹取公園側の降り口は階段とエレベーター）。
- 春まちの丘
- いにしえの丘
- タダオシ池
- 狐塚古墳
- 三吉２号墳
- 南駐車場口（入口）

## 交通アクセス

### 公共交通
緑道北口
- 近鉄田原本線池部駅より徒歩2分。

中央口
- 近鉄大阪線五位堂駅より奈良交通33系統「馬見丘陵公園」行きバス、「馬見丘陵公園」下車、徒歩1分。
- 近鉄田原本線佐味田川駅または池部駅より河合町町内巡回ワゴン・すな丸号 東ルート、「馬見丘陵公園前」下車、徒歩1分。

中央南口
- 近鉄大阪線大和高田駅より奈良交通7･12･13系統「竹取公園東」行きバス、「竹取公園東」下車、徒歩5分。

東口
- 近鉄大阪線大和高田駅または田原本線箸尾駅より広陵町コミュニティバス・広陵元気号 北東部支線、「寺戸南口（馬見丘陵公園前）」下車、徒歩3分。
  - 便数は少ないが、運賃は奈良交通より安価となっている。

## イベント
- 第27回全国都市緑化ならフェア やまと花ごよみ2010が、当公園をメイン会場として2010年（平成22年）9月18日〜11月14日に開催された。
- 2014年より「馬見チューリップフェア」が毎春催され、県内外から多数の来場者を魅了している。

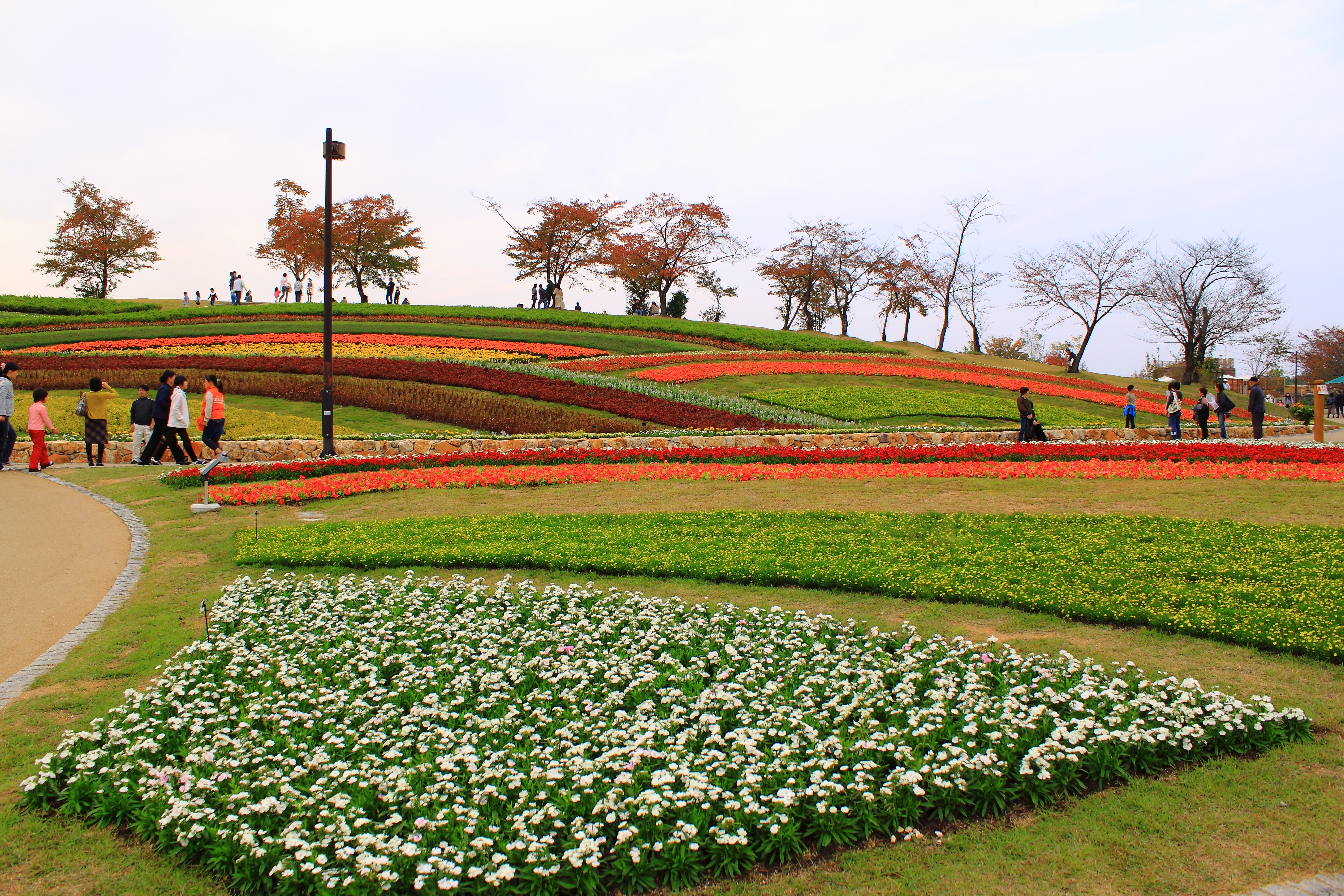
全国都市緑化ならフェア
馬見チューリップフェア2016

## その他
公園内にゴミ箱は無く、必然的にゴミは持ち帰る事となる。また、公園内にはやぶが多く存在しマムシに注意の看板が多い事にも注意しなければいけない。

## 周辺情報
- 竹取公園
- 広陵町立図書館
- 讃岐神社
- 河合町総合スポーツ公園
- 新木山古墳